# Pseudidmonea fissurata
Pseudidmonea fissurata is een mosdiertjessoort uit de familie van de Pseudidmoneidae. De wetenschappelijke naam van de soort is voor het eerst geldig gepubliceerd in 1886 door Busk.